# Dział (Rozdziele)

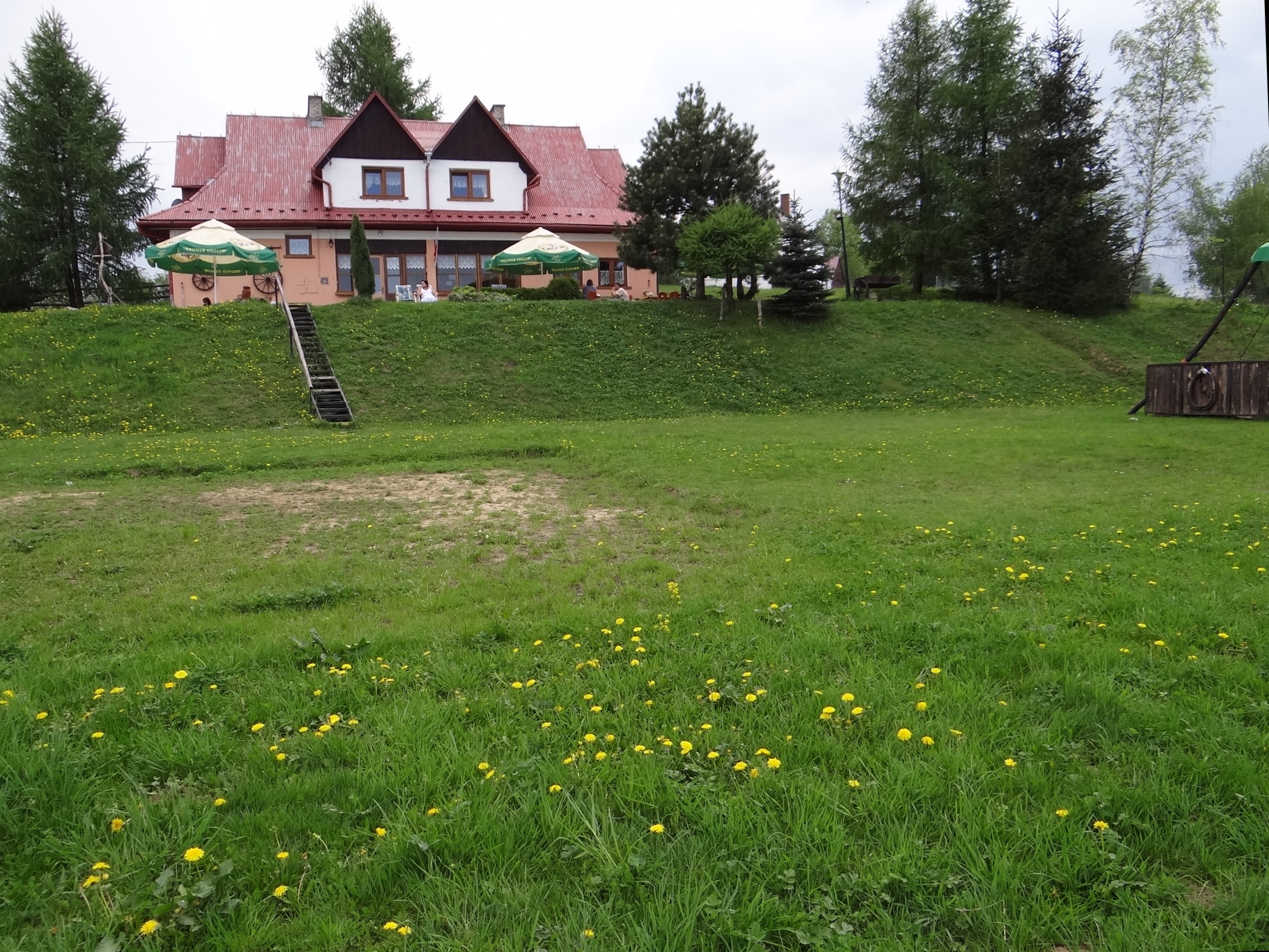
Bacówka nad Wilczym Rynkiem w przysiółku Dział

Dział, również gw. Dzioł – część wsi Rozdziele w Polsce, położona w województwie małopolskim, w powiecie bocheńskim, w gminie Żegocina. Wchodzi w skład sołectwa Rozdziele.
W latach 1975–1998 Dział należał administracyjnie do województwa tarnowskiego.
Przysiółek ten znajduje się na Przełęczy Widoma. Roztacza się stąd szeroka panorama na Kraków na północy oraz na Tatry na południu. Od Działu swoją nazwę wziął przysiółek Zadziele (czyli  Za dziołem) należący do wsi Laskowa.